# Wohnhochhaus Thiemstraße 71

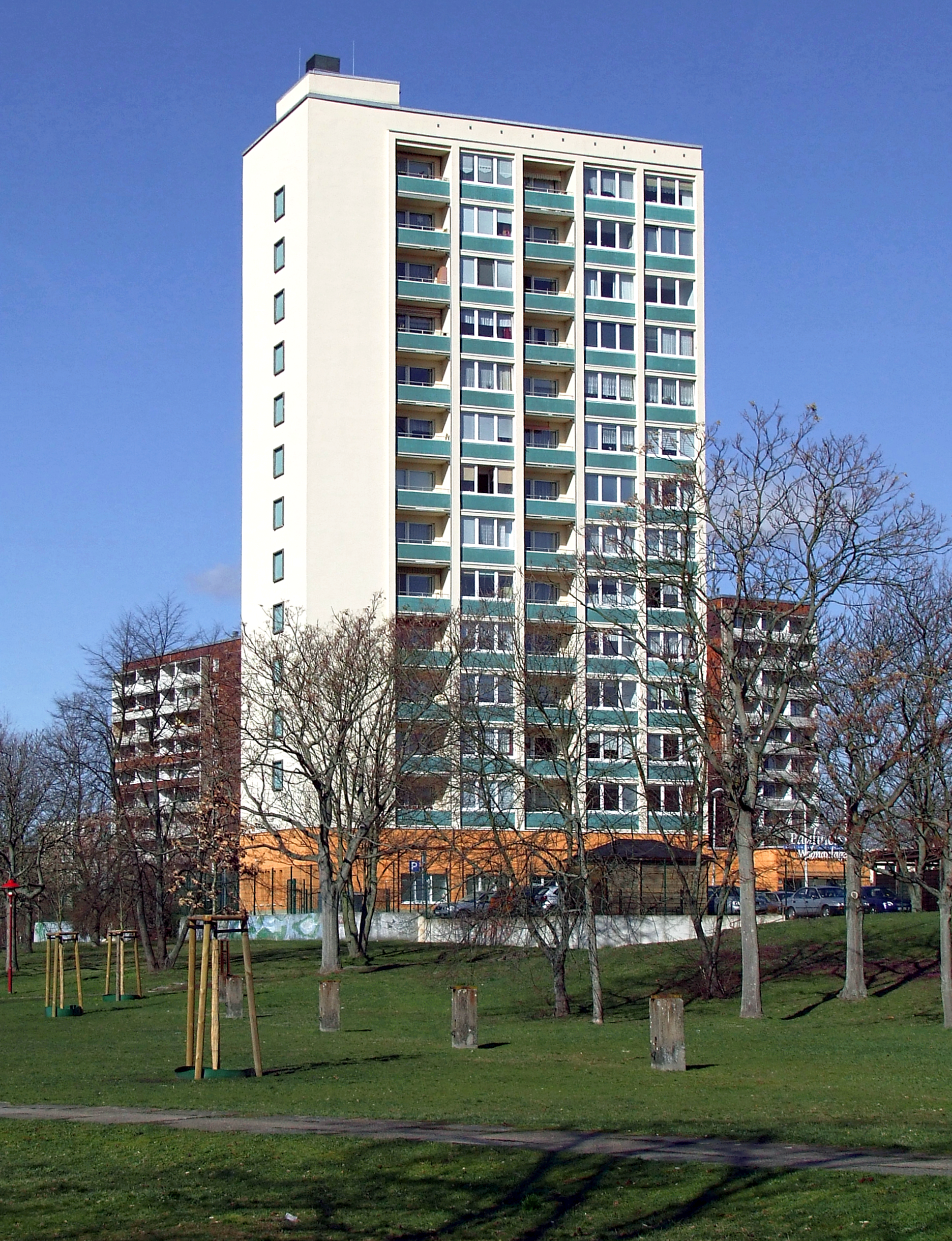
Thiemstraße 71 (2019)

Das Wohnhochhaus Thiemstraße 71 ist ein Punkthochhaus in der Stadt Cottbus in Brandenburg. Es befindet sich in der Thiemstraße im Stadtteil Spremberger Vorstadt, nördlich der Kreuzung mit der Bundesstraße 169. Das Gebäude ist ein eingetragenes Baudenkmal in der Denkmalliste des Landes Brandenburg.

## Geschichte
Der dreizehngeschossige Plattenbau mit 125 Wohneinheiten wurde im Jahr 1966 errichtet und gehört zur Großwohnsiedlung Sachsendorf/Madlow. Aufgrund seiner Lage am südlichen Rand des inneren Stadtgebietes von Cottbus wird der auffällige Bau auch als „Südtor zur Cottbuser Innenstadt“ bezeichnet. Nach der Wiedervereinigung stand das Haus lange Zeit leer. Im Jahr 1999 wurde es vom Kolping-Bildungswerk Sachsen gekauft, das das Gebäude zu einem Studentenwohnheim umbauen wollte. Gegen Ende des Jahres 2000 musste das Bildungswerk Insolvenz anmelden, weshalb die Planungen wieder verworfen wurden.
Nach der Insolvenz des Kolping-Bildungswerks Sachsen wurde das Haus Thiemstraße 71 von einer Vermögensgesellschaft gekauft, die im Frühjahr 2002 mit einer Sanierung des Gebäudes begann. Seit einem Baustopp im August 2002 war das Haus ungenutzt, 2009 wurde es von der Marseille-Kliniken AG gekauft. Der neue Besitzer ließ das Hochhaus zwischen Juni und Dezember 2010 zum Altenheim „Paulinenwohnanlage“ umbauen.